# Partida Romilor „Pro Europa”
Partida Romilor „Pro Europa” este o asociație care s-a constituit la data de 19 martie 1990 sub denumirea de Partida Romilor și a dobândit personalitate juridică la data de 03 aprilie 1990 prin efectele sentinței civile nr. 1078, înregistrată în Registrul Persoanelor Juridice al Judecătoriei Sectorului 1 București sub nr. 1111/03.04.1990.
Aceasta este o formațiune politică ce reprezintă comunitatea Roma din România, al cărei președinte este Nicolae Păun, deputat din partea acestui partid în Parlamentul României.

## Istoric
După anul 2000, Partida Romilor, sub noua titulatură de Partida Romilor Social Democrată (PRSDR), a deținut unicul loc parlamentar în virtutea prevederilor care asigură reprezentarea minorităților în cazul în care acestea nu reușesc să treacă de pragul electoral minim.
În noiembrie 2003, Partida Romilor Social Democrată a semnat un acord politic cu Partidul Social Democrat, potrivit căruia Partida Romilor Social Democrată urma să susțină Partidul Social Democrat în viitoarele alegeri, în schimbul sprijinului pentru îmbunătățirea situației comunităților de Romi din România. După ce candidatul Partidului Social Democrat a pierdut alegerile prezidențiale din 2004, Partida Romilor Social Democrată a devenit și ea partid de opoziție. Partidul și-a schimbat apoi numele în Partida Romilor „Pro Europa”.
La 29 octombrie 2012, Partida Romilor Pro-Europa și PSD au încheiat un acord politic de susținere reciprocă în alegerile parlamentare din decembrie 2012 și implementarea unor obiective care vizează comunitatea de țigani (numiți și rromi).
În perioada 2013-2016, Asociația Partida Romilor Pro-Europa a implementat programul național „Totul pentru sănătate, totul pentru educație” care urmărește, printre altele, creșterea numărului de copii Romi înscriși la licee și facultăți pe locurile special alocate de Guvernul României în cadrul măsurilor afirmative pentru îmbunătățirea situației comunităților de Romi, și să ofere adulților Romi  șansa să își reia studiile.
În februarie 2016, procurorii din cadrul Direcției Naționale Anticorupție au dispus urmărirea penală a 8 suspecți, reprezentanți ai Asociației Partida Romilor „Pro Europa”, în dosarul privind fraude cu fonduri europene. Sunt vizate două proiecte finanțate cu fonduri europene, în care au fost înscrise date nereale privind participanții la cursuri de calificare pe diverse meserii, costurile au fost supraevaluate, s-au făcut angajări fictive, sume de bani au fost deturnate și însușite în mod ilicit. Altă acuzație care îi vizează pe reprezentanții Asociației Partida Romilor „Pro Europa” este aceea că ar fi deturnat de asemenea și fondurile alocate de la bugetul de stat.

## Ideologie
Partida Romilor are ca orientare politică: drepturile minorității romani, anti-discriminarea și social-democrația.